# Joliffieae
Joliffieae — триба рослин родини гарбузових, яка включає 11 видів з Африки (у т. ч. Мадагаскару).

## Склад триби
- Ampelosicyos[1] (syn. Ampelosycios[2])
  - 6 видів — ендеміки о. Мадагаскар
- Cogniauxia
  - 2 види з материкової Африки[3]
- Telfairia
  - 3 види з материкової Африки та Мадагаскару[4]